# Большая Званица
Большая Званица — деревня в Удомельском городском округе Тверской области.

## География
Деревня находится в северной части Тверской области на расстоянии приблизительно 26 км на запад-северо-запад по прямой от железнодорожного вокзала города Удомля на северном берегу озера Малая Лука.

## История
Деревня известна с 1545 года как владение Богдана Михайловича Посохова, в 1859 году — помещиков Харламовых. В советский период истории здесь действовали колхозы «Вперед» и им. Дзержинского. Дворов (хозяйств) было 41 (1859), 82(1886), 83 (1911), 88 (1958), 42 (1986), 40 (1999). До 2015 года входила в состав Мстинского сельского поселения до упразднения последнего. С 2015 года в составе Удомельского городского округа.

## Население
Численность населения: 255 человек (1859 год), 437 (1886), 457(1911), 216 (1958), 77(1986), 88 (1999), 51 (русские 96 %) в 2002 году, 36 в 2010.